# St. Barbara (Dudweiler)

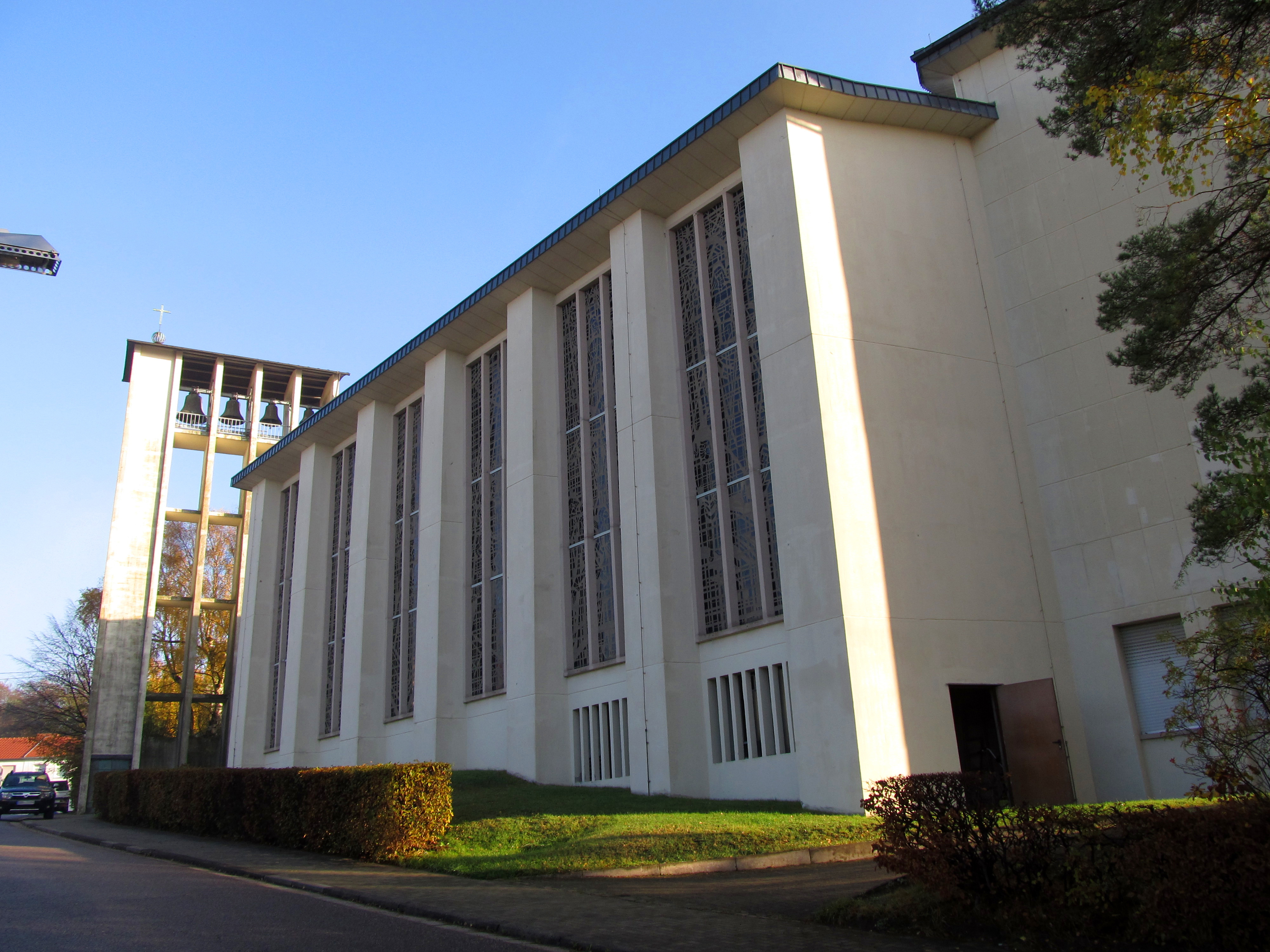
Die Pfarrkirche St. Barbara in Dudweiler

Die Kirche St. Barbara ist eine der heiligen Barbara gewidmete katholische Pfarrkirche in Dudweiler, einem Stadtteil der saarländischen Landeshauptstadt Saarbrücken. In der Denkmalliste des Saarlandes ist die Kirche als Einzeldenkmal aufgeführt.

## Geschichte
Durch die immer größer werdende Bedeutung des Steinkohlebergbaus in Dudweiler ab der zweiten Hälfte des 18. Jahrhunderts nahm die Einwohnerzahl des Ortes stetig zu, und damit auch die Zahl der Katholiken in der Pfarrei St. Maria Himmelfahrt (St. Marien Dudweiler). So verzeichnete die Pfarrei im Jahr 1954 etwa 12 000 Katholiken. Aus diesem Grund, und auch weil die Pfarrkirche St. Marien nicht mehr genügend Platz bot, wurden im April 1954 zwei neue Seelsorgebezirke, St. Barbara und St. Bonifatius, von der Mutterpfarrei St. Marien abgetrennt und zwei neue Pfarrkirchen geplant. Aufgrund der vielen Bergarbeiterfamilien war es naheliegend, eine der neu zu errichtenden Pfarrkirchen der Heiligen Barbara zu widmen, der Schutzpatronin der Bergleute. An der Rentrischer Straße/Ecke Gerstnershaus war 1950 bereits eine Notkirche entstanden.
Die Baupläne für das neue Gotteshaus wurden von den Saarwellinger Architekten Heinrich Latz und Anton Laub erstellt. Am 4. Dezember 1954 erfolgte der erste Spatenstich und die Grundsteinlegung am 27. Mai 1956. Bereits zwei Jahre später, am 20. Juli 1958, konnte die Kirche benediziert werden, und die ersten Gottesdienste fanden im Rohbau statt. Im Oktober 1959 erhielt die Firma Rudolf Cons den Auftrag für den Bau der Eingangshalle und des Glockenturms. Am 1. Januar 1961 wurde die Pfarrgemeinde St. Barbara zu einer selbständigen Pfarrei erhoben. Die Innenausstattung der Kirche war erst 1977 mit der Fertigstellung der Orgel abgeschlossen. Der Pfarrei St. Barbara gehörten zu diesem Zeitpunkt etwa 3300 Katholiken an. Im Jahr 2011 waren es noch etwa 1800 Pfarrangehörige.

## Architektur
Das Patrozinium der heiligen Barbara, der Schutzpatronin der Bergleute, zeigt sich auch in der Architektur des Kirchengebäudes, das Züge eines Bergwerkes trägt. Das eigentliche Kirchengebäude gleicht einer Vorlesehalle, in dem die Aufgaben und die Ergebnisse jeder Arbeitsgruppe im Bergwerk verlesen werden. Der Glockenturm ist einem Grubenförderturm nachempfunden. Der Kirchenbau ist eine Saalkirche mit sich zum Chor hin leicht verjüngenden Grundriss. Im Inneren der Kirche ragen die Stahlbetonpfeiler der Seitenwände in den Raum, auf denen sich kreuzende Stahlträger ruhen, auf denen wiederum das flache Deckengewölbe ruht.

## Ausstattung
Sehenswert sind die Kirchenfenster, die 1957 von dem französischen Künstler Gabriel Loire (Chartres), der auch die Fenster in der Kaiser-Wilhelm-Gedächtniskirche in Berlin schuf, gestaltet wurden.
Ebenfalls erwähnenswerte Bestandteile der Ausstattung im Inneren der Kirche sind vor allem die Arbeiten des Bildhauers Hans Scherl (Wittlich), der das Tabernakel (ein Geschenk des ehemaligen saarländischen Ministerpräsidenten Franz-Josef Röder), das in Bronze gegossene Altarkreuz mit lebensgroßem Corpus (1967) und die Schutzmantelmadonna aus Lindenholz (1962) über dem rechten Seitenaltar schuf.
Zu Beginn der 1990er Jahre wurde die Vorhalle mit einer Barbara-Statue des Bildhauers Horst Schmidt (Illingen) ausgestattet.

## Glocken

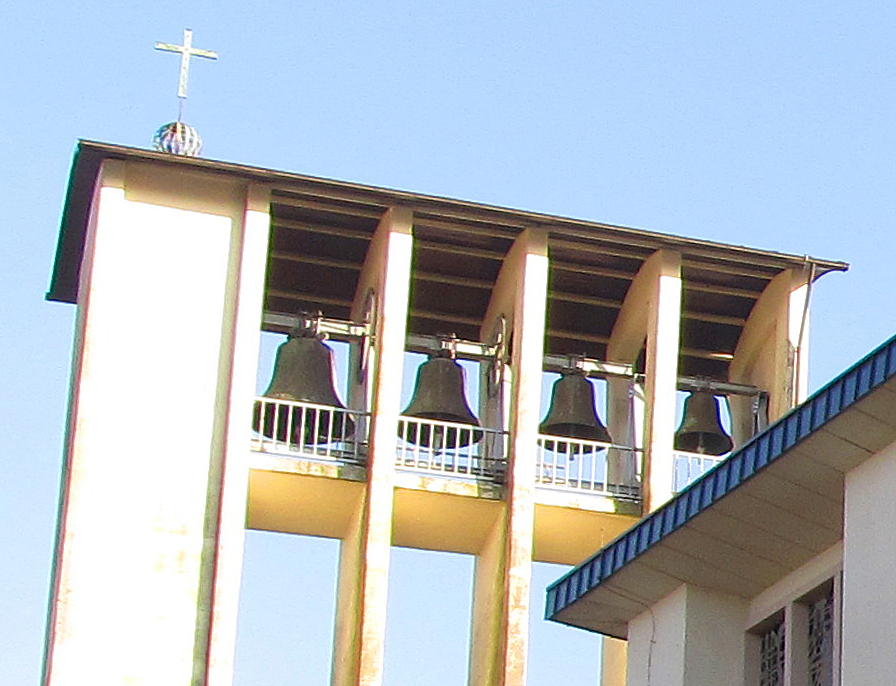
Glocken

Nach Fertigstellung des Glockenturms, konnte die erste und größte Glocke, die Barbaraglocke, am 11. Dezember 1960 geweiht werden. In den darauffolgenden zwei nächsten Jahren kamen drei weitere Glocken hinzu. Die Glocken wurden von der Saarlouiser Glockengießerei in Saarlouis-Fraulautern, die von Karl (III) Otto von der Glockengießerei Otto in Bremen-Hemelingen und Aloxs Riewer gegründet 1953 gegründet worden war, gegossen. Die Glocken schwingen frei in dem offenen Turm.
| Nr. | Name        | Ton | Durchmesser (in mm) | Gewicht (kg) |
| 1   | St. Barbara | c1  | 1563                | 2540         |
| 2   | St. Karl    | d1  | 1357                | 1700         |
| 3   | St. Maria   | e1  | 1209                | 1200         |
| 4   | St. Josef   | g1  | 1030                | 720          |

## Orgel

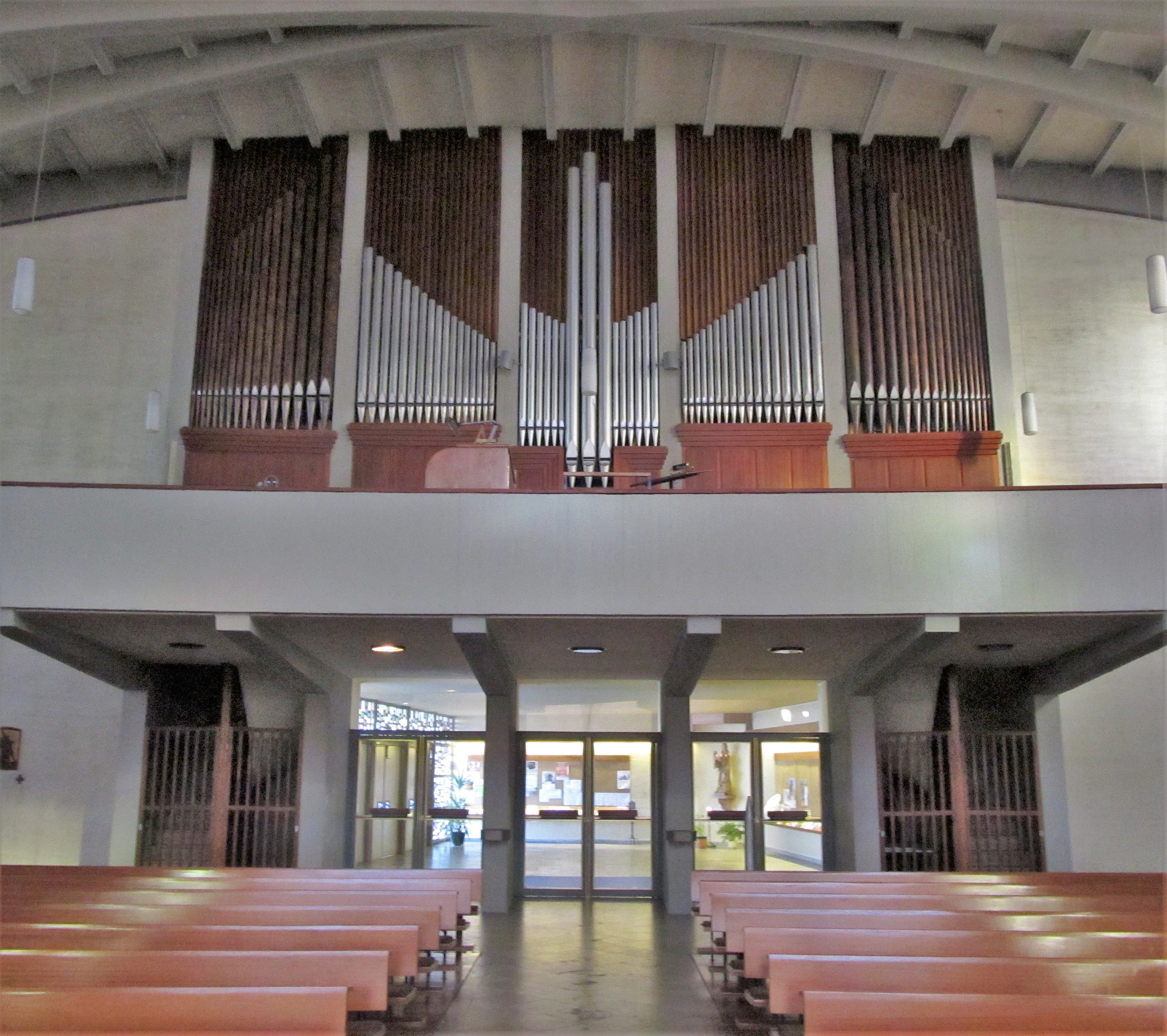
Orgelempore

Die Orgel der Kirche wurde von 1958 bis 1977 in mehreren Abschnitten von der Firma Hugo Mayer Orgelbau (Heusweiler) erbaut. Möglich wurde die Anschaffung des Instruments nur, weil viele Pfarreimitglieder, insbesondere der Kirchenchor der Pfarrei, Feste und Basare veranstalteten, deren Erlöse die Finanzierung der Orgel sicherten. Zwischenzeitlich wurde die Orgel von Werner Rohé (Eschringen) gereinigt und überholt.
Das auf einer Empore aufgestellte Instrument mit freistehendem und fahrbaren Spieltisch besitzt 36 Register, verteilt auf 3 Manuale und Pedal, sowie eine elektrische Spiel- und Registertraktur.
| I Hauptwerk C–g3 |                     |       |
| 1.               | Rohrpommer          | 16′   |
| 2.               | Principal           | 8′    |
| 3.               | Koppelflöte         | 8′    |
| 4.               | Octave              | 4′    |
| 5.               | Offenflöte          | 4′    |
| 6.               | Nazard              | 2 ⁄3′ |
| 7.               | Octave              | 2′    |
| 8.               | Mixtur major III–IV | 2′    |
| 9.               | Mixtur minor III–IV | 1 ⁄3′ |
| 10.              | Trompete            | 8′    |

| II Positiv C–g3 |                |    |
| 11.             | Gedackt        | 8′ |
| 12.             | Salicional     | 8′ |
| 13.             | Principal      | 4′ |
| 14.             | Nachthorn      | 4′ |
| 15.             | Sesquialter II |    |
| 16.             | Principal      | 2′ |
| 17.             | Nachthorn      | 1′ |
| 18.             | Cymbel IV      |    |
| 19.             | Krummhorn      | 8′ |

| III Schwellwerk C–g3 |                 |       |
| 20.                  | Metallgedackt   | 8′    |
| 21.                  | Holzflöte       | 8′    |
| 22.                  | Geigenprincipal | 4′    |
| 23.                  | Rohrflöte       | 4′    |
| 24.                  | Blockflöte      | 2′    |
| 25.                  | Quinte          | 1 ⁄3′ |
| 26.                  | Scharff III–V   | 1′    |
| 27.                  | Dulcean         | 16′   |
| 28.                  | Schalmay        | 8′    |

| Pedal C–f1 |               |       |
| 29.        | Prinzipalbass | 16′   |
| 30.        | Subbass       | 16′   |
| 31.        | Octavbass     | 8′    |
| 32.        | Holzgedackt   | 8′    |
| 33.        | Choralflöte   | 4′    |
| 34.        | Hintersatz IV | 2 ⁄3′ |
| 35.        | Posaune       | 16′   |
| 36.        | Hautbois      | 8′    |

- Koppeln: II/I, III/I, III/II, I/P, II/P, III/P
- Spielhilfen: zwei freie Kombinationen, Tutti, Zungeneinzelabsteller, Walze, Walze ab